# Schizoprymnus mesocaudus
Schizoprymnus mesocaudus är en stekelart som beskrevs av Van Achterberg och Ng 2009. Schizoprymnus mesocaudus ingår i släktet Schizoprymnus och familjen bracksteklar. Inga underarter finns listade i Catalogue of Life.